# Donskoje (Stawropol)
Donskoje (russisch Донско́е) ist ein Dorf (selo) in der Region Stawropol (Russland) mit 14.927 Einwohnern (Stand 14. Oktober 2010).

## Geographie
Der Ort liegt im mittleren Kaukasusvorland, knapp 50 Kilometer Luftlinie nördlich des Regionsverwaltungszentrums Stawropol und gut 20 Kilometer nordöstlich der Stadt Isobilny, am Flüsschen Taschla, einem rechten Zufluss des Jegorlyk. Nördlich des Ortes führt der Rechte Jegorlyk-Kanal vorbei, der in den 1950er-Jahren zu Bewässerungszwecken erbaut wurde.
Donskoje ist Verwaltungszentrum des Rajons Trunowskoje. Zur Landgemeinde (Selskoje posselenije) Donskoje gehört neben dem Selo noch das einige Kilometer nördlich gelegene Dorf Newdachin.

## Geschichte
Das Dorf entstand an Stelle der Festung Donskaja, die 1777 als Teil der Verteidigungslinie Mosdok – Asow errichtet worden, die im Resultat des Friedens von Küçük Kaynarca die Südgrenze des Russischen Reiches markierte. Bei der Festung wurden zunächst Donkosaken aus dem Chopjor-Gebiet angesiedelt, nach dem Verlust der militärischen Bedeutung durch südliche Ausdehnung des Reiches ab 1801 auch Bauern aus dem südlichen Zentralrussland und der nordöstlichen Ukraine.
Am 23. Januar 1935 wurde Donskoje dem neu geschaffenen Rajon Trunowskoje angeschlossen, der wie sein gut zehn Kilometer östlich gelegenes Verwaltungszentrum Trunowskoje (zuvor Ternowskoje) zugleich nach dem dort geborenen roten Bürgerkriegshelden Konstantin Trunow benannt wurde.
Im Zweiten Weltkrieg war Donskoje von August 1942 bis Januar 1943 von der deutschen Wehrmacht besetzt.
Am 1. Februar 1963 wurde der Rajon Trunowskoje aufgelöst und dem benachbarten Rajon Isobilny angeschlossen, am 11. Dezember 1970 jedoch in den heutigen Grenzen wiederhergestellt, nunmehr mit Zentrum in Donskoje.

### Bevölkerungsentwicklung
| Jahr | Einwohner |
| ---- | --------- |
| 1897 | 5.776     |
| 1979 | 9.800     |
| 1989 | 13.529    |
| 2002 | 15.196    |
| 2010 | 14.927    |

Anmerkung: Volkszählungsdaten

## Kultur und Sehenswürdigkeiten
Im Dorf ist die Ende des 19. Jahrhunderts erbaute Dreifaltigkeitskirche erhalten. Es existiert ein Historisches und Heimatmuseum.

## Wirtschaft und Infrastruktur
In Donskoje als Zentrum eines Landwirtschaftsgebietes mit vorwiegendem Anbau von Weizen, Sonnenblumen, Zuckerrüben und Futterkulturen sowie Rinder- und Schafhaltung gibt es Betriebe zur Verarbeitung landwirtschaftlicher Produkte sowie der Bauwirtschaft.
Die Staniza liegt an der Regionalstraße R269, die Bataisk unweit Rostow am Don mit Stawropol verbindet.